# 2014年ソチオリンピックの中国選手団
2014年ソチオリンピックの中国選手団（2014ねんソチオリンピックのちゅうごくせんしゅだん）は、2014年2月7日から23日までロシアのソチで開催された2014年ソチオリンピックの中国選手団、およびその競技結果。

## 概要
今大会は金メダル3個、銀メダル4個、銅メダル2個の合計9個のメダルで、前回2010年バンクーバーオリンピックよりも微減となった。
スピードスケートでは、張虹が女子1000mで中国選手団初のスピードスケート金メダルを獲得した。

## メダル
| メダル | 選手名                      | 競技                 | 種目            |
| ------ | --------------------------- | -------------------- | --------------- |
| 金     | 李堅柔                      | ショートトラック     | 女子500m        |
| 金     | 張虹                        | スピードスケート     | 女子1000m       |
| 金     | 周洋                        | ショートトラック     | 女子1500m       |
| 銀     | 徐夢桃                      | フリースタイルスキー | 女子エアリアル  |
| 銀     | 武大靖                      | ショートトラック     | 男子500m        |
| 銀     | 韓天宇                      | ショートトラック     | 男子1500m       |
| 銀     | 范可新                      | ショートトラック     | 女子1000m       |
| 銅     | 賈宗洋                      | フリースタイルスキー | 男子エアリアル  |
| 銅     | 陳徳全 韓天宇 石竟男 武大靖 | ショートトラック     | 男子5000mリレー |